# 401 př. n. l.

## Hlava státu
- Perská říše – Artaxerxés II. (404 – 359 př. n. l.)
- Egypt – Amyrtaios (404 – 398 př. n. l.)
- Bosporská říše – Satyrus (433 – 389 př. n. l.)
- Sparta – Pausaniás (409 – 395 př. n. l.) a Ágis II. (427 – 399 př. n. l.)
- Athény – Micon (402 – 401 př. n. l.) » Xenaenetus (401 – 400 př. n. l.)
- Makedonie – Archeláos (413 – 399 př. n. l.)
- Epirus – Tharrhypas (430 – 392 př. n. l.)
- Odryská Thrácie – Amadocus I. (408 – 389 př. n. l.) a Seuthes II. (405 – 387 př. n. l.)
- Římská republika – tribunové L. Valerius Potitus, Cn. Cornelius Cossus, Marcus Furius Camillus, K. Fabius Ambustus, M. Aemilius Mamercinus a L. Iulius Iullus (401 př. n. l.)
- Syrakusy – Dionysius I. (405 – 367 př. n. l.)
- Kartágo – Himilco II. (406 – 396 př. n. l.)